# Punktierte Graszirpe

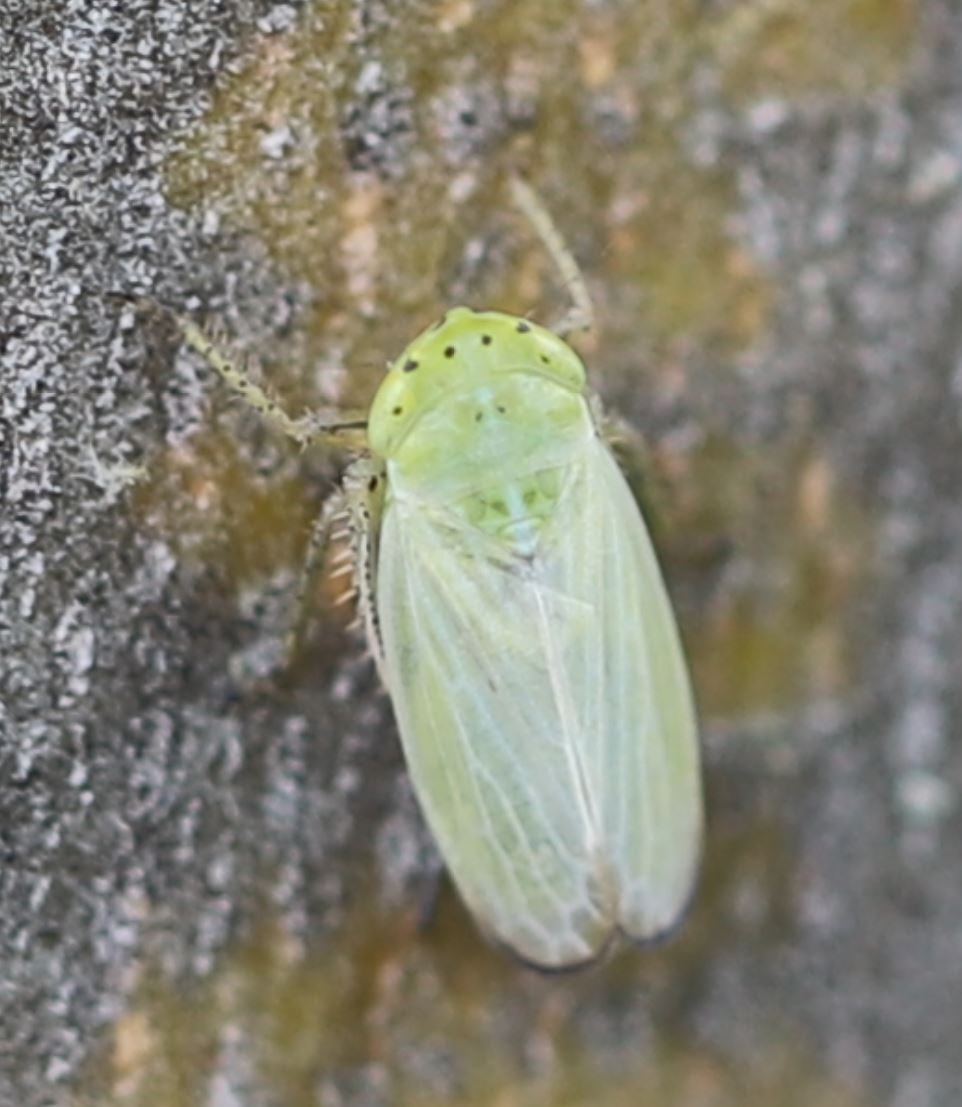

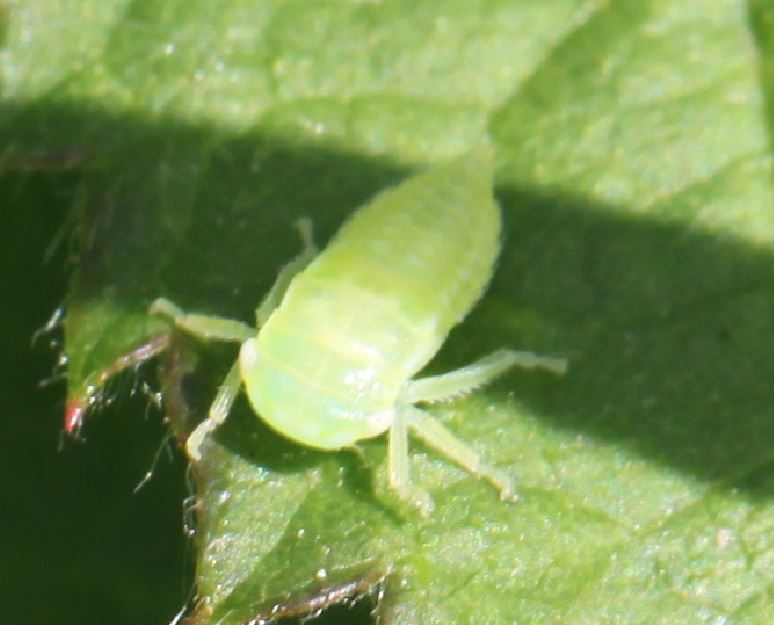
Nymphe

Die Punktierte Graszirpe (Graphocraerus ventralis), auch Gefleckte Graszirpe genannt,  ist eine Zwergzikade aus der Unterfamilie der Zirpen (Deltocephalinae).

## Merkmale
Die Punktierte Graszirpe hat eine Länge von 4,5–6 mm. Die mittelgroßen Zikaden sind überwiegend gelb-grün gefärbt. Sie besitzen vier kleine schwarze Flecke, die auf einer Linie quer zum Vertex liegen. Zwei bis vier weitere kleine schwarze Flecke befinden sich im vorderen Bereich des Pronotums. Das Schildchen weist keine Flecke oder Zeichnungen auf. Die Vorderflügel reichen bei den Männchen bis zum Hinterleibsende, während sie bei den Weibchen verkürzt sind.

## Verbreitung
Die Art ist in Europa weit verbreitet. Ihr Vorkommen reicht im Norden bis nach Nordengland und nach Skandinavien, im Süden bis in den Mittelmeerraum. Im Osten erstreckt sich das Verbreitungsgebiet von Graphocraerus ventralis bis nach Sibirien.

## Lebensweise
Den Lebensraum der Zikadenart bilden Offenlandstandorte. Zu den Futterpflanzen der Punktierten Graszirpe gehören verschiedene Süßgräser (Poaceae). Die adulten Zikaden beobachtet man von Mitte Mai bis Anfang September. Die Art bildet eine Generation pro Jahr aus und überwintert als Ei.

## Taxonomie
In der Literatur finden sich folgende Synonyme:
- Cicada ventralis Fallén, 1806
- Jassus punctifrons Germar, 1821